# Andrea Sinz
Andrea Sinz (* 1969 in Albstadt-Ebingen) ist seit 2007 Professorin für Pharmazeutische Chemie an der Martin-Luther-Universität Halle-Wittenberg. Ihre Forschungsschwerpunkte liegen in der Entwicklung von Methoden zum molekularen Verständnis von Krankheiten mittels Proteomik und moderner Massenspektrometrie.

## Leben
Andrea Sinz wurde 1969 in Albstadt-Ebingen geboren. Nach dem Studium der Pharmazie an der Universität Tübingen von 1988 bis 1993 promovierte sie 1997 zum Thema Inhaltsstoffe zytotoxisch wirksamer Extrakte aus Dasymaschalon sootepense Craib, Anomianthus dulcis (Dun.) Sinclair und Ellipeiopsis cherrevensis Fries am Institut für Pharmazeutische Chemie an der Universität Marburg. 1998 bis 2000 arbeitete sie als Postdoktorandin an den National Institutes of Health in Bethesda, USA. Nach ihrer Rückkehr nach Deutschland war sie an den Universitäten Gießen und Rostock tätig. Während dieser Tätigkeit absolvierte sie die Weiterbildung zur Fachapothekerin für Pharmazeutische Analytik. Anschließend ging sie nach Leipzig, um dort an der Fakultät für Chemie und Mineralogie von 2001 bis 2006 die Nachwuchsgruppe „Protein-Ligand-Wechselwirkung mittels Ionen-Cyclotron-Resonanz-Massenspektrometrie“ zu leiten. Dort habilitierte sie sich im Fach Bioanalytische Chemie zum Thema Strukturelle und funktionelle Charakterisierung von Proteinen mittels massenspektrometrischer Methoden.

## Schaffen
Seit Januar 2007 ist Andrea Sinz Professorin für Pharmazeutische Chemie an der Martin-Luther-Universität Halle-Wittenberg. Ihre Arbeitsgruppe untersucht Proteinstrukturen und Wechselwirkungen zwischen Proteinen mit Hilfe von Massenspektrometrie, um das molekulare Verständnis von Krankheiten wie Krebs und Diabetes zu verbessern. 2011 bis 2016 war sie Mitglied des Apparateausschusses der Deutschen Forschungsgemeinschaft. Sie wurde 2016 von der Zeitschrift The Analytical Scientist unter die 50 einflussreichsten Frauen in den analytischen Wissenschaften gewählt. Von 2017 bis 2021 war sie Vorsitzende der Deutschen Gesellschaft für Massenspektrometrie.

## Auszeichnungen
- 2001: Fellows Award for Research Excellence (FARE) (National Institutes of Health)[3]
- 2004: Mattauch-Herzog-Förderpreis (Deutsche Gesellschaft für Massenspektrometrie)[7]
- 2006: Innovationspreis in Medizinisch/Pharmazeutischer Chemie[8]
- 2009: Gewähltes Mitglied der Deutschen Gesellschaft für Massenspektrometrie[2], seit 2017 Vorsitzende
- 2016: Erwähnung in der Power List 2016 der Zeitschrift The Analytical Scientist mit den 50 einflussreichsten Frauen in den analytischen Wissenschaften[5]
- 2019: Fresenius-Preis[9]
- 2022: Preis für Massenspektrometrie in den Biowissenschaften (Deutsche Gesellschaft für Massenspektrometrie)[10]
- 2023: Aufnahme als ordentliches Mitglied in die Sächsische Akademie der Wissenschaften[11]